# SA des Voiturettes et Cyclecars
SA des Voiturettes et Cyclecars war ein französischer Hersteller von Automobilen.

## Unternehmensgeschichte
Das Unternehmen aus Eaubonne begann 1923 mit der Produktion von Automobilen. Der Markenname lautete Zévaco. 1925 endete die Produktion.

## Fahrzeuge
Es wurden Cyclecars hergestellt. Zur Wahl standen ein Zweizylindermotor von Train mit 900 cm³, 990 cm³ oder 995 cm³ Hubraum sowie Vierzylindermotoren von Le Maître et Gérard mit 750 cm³ Hubraum, Chapuis-Dornier mit 961 cm³ Hubraum und Ruby mit 1095 cm³ Hubraum.